# Liste der olympischen Medaillengewinner aus Kenia

## Medaillenbilanz
Bislang konnten Sportler aus Kenia 124 olympische Medaillen erkämpfen.
| Kenia bei den Olympischen Sommerspielen                                             | Kenia bei den Olympischen Sommerspielen | Kenia bei den Olympischen Sommerspielen | Kenia bei den Olympischen Sommerspielen | Kenia bei den Olympischen Sommerspielen | Kenia bei den Olympischen Sommerspielen |      | Kenia bei den Olympischen Winterspielen | Kenia bei den Olympischen Winterspielen | Kenia bei den Olympischen Winterspielen | Kenia bei den Olympischen Winterspielen | Kenia bei den Olympischen Winterspielen | Kenia bei den Olympischen Winterspielen |
| Jahr                                                                                | Gold                                    | Silber                                  | Bronze                                  | Gesamt                                  | Rang                                    | Jahr | Gold                                    | Silber                                  | Bronze                                  | Gesamt                                  | Rang                                    |                                         |
| 1956                                                                                | 0                                       | 0                                       | 0                                       | 0                                       |                                         |      | 1956                                    | –                                       | –                                       | –                                       | –                                       | –                                       |
| 1960                                                                                | 0                                       | 0                                       | 0                                       | 0                                       |                                         |      | 1960                                    | –                                       | –                                       | –                                       | –                                       | –                                       |
| 1964                                                                                | 0                                       | 0                                       | 1                                       | 1                                       | 35                                      |      | 1964                                    | –                                       | –                                       | –                                       | –                                       | –                                       |
| 1968                                                                                | 3                                       | 4                                       | 2                                       | 9                                       | 14                                      |      | 1968                                    | –                                       | –                                       | –                                       | –                                       | –                                       |
| 1972                                                                                | 2                                       | 3                                       | 4                                       | 9                                       | 19                                      |      | 1972                                    | –                                       | –                                       | –                                       | –                                       | –                                       |
| 1976                                                                                | –                                       | –                                       | –                                       | –                                       | –                                       |      | 1976                                    | –                                       | –                                       | –                                       | –                                       | –                                       |
| 1980                                                                                | –                                       | –                                       | –                                       | –                                       | –                                       |      | 1980                                    | –                                       | –                                       | –                                       | –                                       | –                                       |
| 1984                                                                                | 1                                       | 0                                       | 2                                       | 3                                       | 23                                      |      | 1984                                    | –                                       | –                                       | –                                       | –                                       | –                                       |
| 1988                                                                                | 5                                       | 2                                       | 2                                       | 9                                       | 13                                      |      | 1988                                    | –                                       | –                                       | –                                       | –                                       | –                                       |
| 1992                                                                                | 2                                       | 4                                       | 2                                       | 8                                       | 21                                      |      | 1992                                    | –                                       | –                                       | –                                       | –                                       | –                                       |
| 1996                                                                                | 1                                       | 4                                       | 3                                       | 8                                       | 38                                      |      | 1994                                    | –                                       | –                                       | –                                       | –                                       | –                                       |
| 2000                                                                                | 2                                       | 3                                       | 2                                       | 7                                       | 29                                      |      | 1998                                    | 0                                       | 0                                       | 0                                       | 0                                       |                                         |
| 2004                                                                                | 1                                       | 4                                       | 2                                       | 7                                       | 41                                      |      | 2002                                    | 0                                       | 0                                       | 0                                       | 0                                       |                                         |
| 2008                                                                                | 6                                       | 4                                       | 6                                       | 16                                      | 15                                      |      | 2006                                    | 0                                       | 0                                       | 0                                       | 0                                       |                                         |
| 2012                                                                                | 2                                       | 4                                       | 7                                       | 13                                      | 28                                      |      | 2010                                    | –                                       | –                                       | –                                       | –                                       | –                                       |
| 2016                                                                                | 6                                       | 6                                       | 1                                       | 13                                      | 15                                      |      | 2014                                    | –                                       | –                                       | –                                       | –                                       | –                                       |
| 2020                                                                                | 4                                       | 4                                       | 2                                       | 10                                      | 19                                      |      | 2018                                    | 0                                       | 0                                       | 0                                       | 0                                       |                                         |
| 2024                                                                                | 4                                       | 2                                       | 5                                       | 11                                      | 17                                      |      | 2022                                    | –                                       | –                                       | –                                       | –                                       | –                                       |
| Gesamt                                                                              | 39                                      | 44                                      | 41                                      | 124                                     |                                         |      | Gesamt                                  | 0                                       | 0                                       | 0                                       | 0                                       |                                         |
| \| \| Gold \| Silber \| Bronze \| Gesamt \| \| Ges. S+W \| 39 \| 44 \| 41 \| 124 \| |                                         |                                         |                                         |                                         |                                         |      |                                         |                                         |                                         |                                         |                                         |                                         |
|                                                                                     | Gold                                    | Silber                                  | Bronze                                  | Gesamt                                  |                                         |      |                                         |                                         |                                         |                                         |                                         |                                         |
| Ges. S+W                                                                            | 39                                      | 44                                      | 41                                      | 124                                     |                                         |      |                                         |                                         |                                         |                                         |                                         |                                         |

## Medaillengewinner

### Olympische Sommerspiele

#### Boxen
- Ibrahim Bilali
Los Angeles 1984: Bronzemedaille „48–51 Kilogramm Männer“
- Samuel Mbugua
München 1972: Bronzemedaille „57–60 Kilogramm Männer“
- Richard Murunga
München 1972: Bronzemedaille „63,5–67 Kilogramm Männer“
- Christopher Sande
Seoul 1988: Bronzemedaille „71–75 Kilogramm Männer“
- Robert Wangila
Seoul 1988: Goldmedaille „63,5–67 Kilogramm Männer“
- Philip Waruinge
Mexiko-Stadt 1968: Bronzemedaille „54–57 Kilogramm Männer“
München 1972: Silbermedaille „54–57 Kilogramm Männer“

#### Leichtathletik
- Wilson Chuma Kiprugut
Tokio 1964: Bronzemedaille „800-Meter-Lauf Männer“
Mexiko-Stadt 1968: Silbermedaille „800-Meter-Lauf Männer“
- Naftali Temu
Mexiko-Stadt 1968: Goldmedaille „10.000-Meter-Lauf Männer“
Mexiko-Stadt 1968: Bronzemedaille „5000-Meter-Lauf Männer“
- Kipchoge Keino
Mexiko-Stadt 1968: Goldmedaille „1500-Meter-Lauf Männer“
Mexiko-Stadt 1968: Silbermedaille „5000-Meter-Lauf Männer“
München 1972: Goldmedaille „3000-Meter-Hindernislauf Männer“
München 1972: Silbermedaille „1500-Meter-Lauf Männer“
- Amos Biwott
Mexiko-Stadt 1968: Goldmedaille „3000-Meter-Hindernislauf Männer“
- Benjamin Kogo
Mexiko-Stadt 1968: Silbermedaille „3000-Meter-Hindernislauf Männer“
- Daniel Rudisha
Mexiko-Stadt 1968: Silbermedaille „4-mal-400-Meter-Staffellauf Männer“
- Munyoro Nyamau
Mexiko-Stadt 1968: Silbermedaille „4-mal-400-Meter-Staffellauf Männer“
München 1972: Goldmedaille „4-mal-400-Meter-Staffellauf Männer“
- Naftali Bon
Mexiko-Stadt 1968: Silbermedaille „4-mal-400-Meter-Staffellauf Männer“
- Charles Asati
Mexiko-Stadt 1968: Silbermedaille „4-mal-400-Meter-Staffellauf Männer“
München 1972: Goldmedaille „4-mal-400-Meter-Staffellauf Männer“
- Robert Ouko
München 1972: Goldmedaille „4-mal-400-Meter-Staffellauf Männer“
- Julius Sang
München 1972: Goldmedaille „4-mal-400-Meter-Staffellauf Männer“
München 1972: Bronzemedaille „400-Meter-Lauf Männer“
- Ben Jipcho
München 1972: Silbermedaille „3000-Meter-Hindernislauf Männer“
- Mike Boit
München 1972: Bronzemedaille „800-Meter-Lauf Männer“
- Julius Korir
Los Angeles 1984: Goldmedaille „3000-Meter-Hindernislauf Männer“
- Michael Musyoki
Los Angeles 1984: Bronzemedaille „10.000-Meter-Lauf Männer“
- John Ngugi
Seoul 1988: Goldmedaille „5000-Meter-Lauf Männer“
- Paul Ereng
Seoul 1988: Goldmedaille „800-Meter-Lauf Männer“
- Peter Koech
Seoul 1988: Silbermedaille „3000-Meter-Hindernislauf Männer“
- Douglas Wakiihuri
Seoul 1988: Silbermedaille „Marathonlauf Männer“
- Kipkemboi Kimeli
Seoul 1988: Bronzemedaille „10.000-Meter-Lauf Männer“
- Julius Kariuki
Seoul 1988: Goldmedaille „3000-Meter-Hindernislauf Männer“
- Matthew Kiprotich Birir
Barcelona 1992: Goldmedaille „3000-Meter-Hindernislauf Männer“
- Peter Rono
Seoul 1988: Goldmedaille „1500-Meter-Lauf Männer“
- William Tanui
Barcelona 1992: Goldmedaille „800-Meter-Lauf Männer“
- Richard Chelimo
Barcelona 1992: Silbermedaille „10.000-Meter-Lauf Männer“
- Patrick Sang
Barcelona 1992: Silbermedaille „3000-Meter-Hindernislauf Männer“
- Paul Bitok
Barcelona 1992: Silbermedaille „5000-Meter-Lauf Männer“
Atlanta 1996: Silbermedaille „5000-Meter-Lauf Männer“
- Nixon Kiprotich
Barcelona 1992: Silbermedaille „800-Meter-Lauf Männer“
- William Mutwol
Barcelona 1992: Bronzemedaille „3000-Meter-Hindernislauf Männer“
- Samson Kitur
Barcelona 1992: Bronzemedaille „3000-Meter-Hindernislauf Männer“
- Joseph Keter
Atlanta 1996: Goldmedaille „3000-Meter-Hindernislauf Männer“
- Paul Tergat
Atlanta 1996: Silbermedaille „10.000-Meter-Lauf Männer“
Sydney 2000: Silbermedaille „10.000-Meter-Lauf Männer“
- Moses Kiptanui
Atlanta 1996: Silbermedaille „3000-Meter-Hindernislauf Männer“
- Pauline Konga
Atlanta 1996: Silbermedaille „5000-Meter-Lauf Frauen“
- Stephen Arusei Kipkorir
Atlanta 1996: Bronzemedaille „1500-Meter-Lauf Männer“
- Frederick Onyancha
Atlanta 1996: Bronzemedaille „800-Meter-Lauf Männer“
- Erick Wainaina
Atlanta 1996: Bronzemedaille „Marathonlauf Männer“
Sydney 2000: Silbermedaille „Marathonlauf Männer“
- Noah Ngeny
Sydney 2000: Goldmedaille „1500-Meter-Lauf Männer“
- Reuben Kosgei
Sydney 2000: Goldmedaille „3000-Meter-Hindernislauf Männer“
- Wilson Boit Kipketer
Sydney 2000: Silbermedaille „3000-Meter-Hindernislauf Männer“
- Bernard Lagat
Sydney 2000: Bronzemedaille „1500-Meter-Lauf Männer“
Athen 2004: Silbermedaille „1500-Meter-Lauf Männer“
- Joyce Chepchumba
Sydney 2000: Bronzemedaille „Marathonlauf Frauen“
- Ezekiel Kemboi
Athen 2004: Goldmedaille „3000-Meter-Hindernislauf Männer“
London 2012:Goldmedaille „3000-Meter-Hindernislauf Männer“
- Brimin Kiprop Kipruto
Athen 2004: Silbermedaille „3000-Meter-Hindernislauf Männer“
Peking 2008: Goldmedaille „3000-Meter-Hindernislauf Männer“
- Isabella Ochichi
Athen 2004: Silbermedaille „5000-Meter-Lauf Frauen“
- Catherine Ndereba
Athen 2004: Silbermedaille „Marathonlauf Frauen“
Peking 2008: Silbermedaille „Marathonlauf Frauen“
- Paul Kipsiele Koech
Athen 2004: Bronzemedaille „3000-Meter-Hindernislauf Männer“
- Eliud Kipchoge
Athen 2004: Bronzemedaille „5000-Meter-Lauf Männer“
Peking 2008: Silbermedaille „5000-Meter-Lauf Männer“
Rio de Janeiro 2016: Goldmedaille „Marathonlauf Männer“
Tokio 2020: Goldmedaille „Marathonlauf Männer“
- Asbel Kiprop
Peking 2008: Goldmedaille „1500-Meter-Lauf Männer“
- Wilfred Bungei
Peking 2008: Goldmedaille „800-Meter-Lauf Männer“
- Samuel Kamau Wanjiru
Peking 2008: Goldmedaille „Marathonlauf Männer“
- Pamela Jelimo
Peking 2008: Goldmedaille „800-Meter-Lauf Frauen“
- Nancy Jebet Langat
Peking 2008: Goldmedaille „1500-Meter-Lauf Frauen“
- Janeth Jepkosgei Busienei
Peking 2008: Silbermedaille „800-Meter-Lauf Frauen“
- Eunice Jepkorir Kertich
Peking 2008: Silbermedaille „3000-Meter-Hindernislauf Frauen“
- Richard Kipkemboi Mateelong
Peking 2008: Bronzemedaille „3000-Meter-Hindernislauf Männer“
- Micah Kipkemboi Kogo
Peking 2008: Bronzemedaille „10.000-Meter-Lauf Männer“
- Edwin Cheruiyot Soi
Peking 2008: Bronzemedaille „5000-Meter-Lauf Männer“
- Alfred Kirwa Yego
Peking 2008: Bronzemedaille „800-Meter-Lauf Männer“
- Sylvia Jebiwott Kibet
Peking 2008: Bronzemedaille „5000-Meter-Lauf Frauen“
- Linet Chepkwemoi Masai
Peking 2008: Bronzemedaille „10.000-Meter-Lauf Frauen“
- David Rudisha
London 2012: Goldmedaille „800-Meter-Lauf Männer“
Rio de Janeiro 2016: Goldmedaille „800-Meter-Lauf Männer“
- Timothy Kitum
London 2012: Bronzemedaille „800-Meter-Lauf Männer“
- Thomas Pkemei Longosiwa
London 2012: Bronzemedaille „5000-Meter-Lauf Männer“
- Abel Kirui
London 2012: Silbermedaille „Marathonlauf Männer“
- Wilson Kipsang
London 2012: Bronzemedaille „Marathonlauf Männer“
- Abel Kiprop Mutai
London 2012: Bronzemedaille „3000-Meter-Hindernislauf Männer“
- Sally Kipyego
London 2012: Silbermedaille „10.000-Meter-Lauf Frauen“
- Vivian Cheruiyot
London 2012: Bronzemedaille „10.000-Meter-Lauf Frauen“
London 2012: Silbermedaille „5000-Meter-Lauf Frauen“
Rio de Janeiro 2016: Goldmedaille „5000-Meter-Lauf Frauen“
Rio de Janeiro 2016: Silbermedaille „10.000-Meter-Lauf Frauen“
- Priscah Jeptoo
London 2012: Silbermedaille „Marathonlauf Frauen“
- Milcah Chemos Cheywa
London 2012: Bronzemedaille „3000-Meter-Hindernislauf Frauen“
- Pamela Jelimo
London 2012: Bronzemedaille „800-Meter-Lauf Frauen“
- Paul Kipngetich Tanui
Rio de Janeiro 2016: Silbermedaille „10.000-Meter-Lauf Männer“
- Boniface Mucheru Tumuti
Rio de Janeiro 2016: Silbermedaille „400-Meter-Hürdenlauf Männer“
- Conseslus Kipruto
Rio de Janeiro 2016: Goldmedaille „3000-Meter-Hindernislauf Männer“
- Julius Yego
Rio de Janeiro 2016: Silbermedaille „Speerwurf Männer“
- Margaret Nyairera Wambui
Rio de Janeiro 2016: Bronzemedaille „800-Meter-Lauf Frauen“
- Faith Kipyegon
Rio de Janeiro 2016: Goldmedaille „1500-Meter-Lauf Frauen“
Tokio 2020: Goldmedaille „1500-Meter-Lauf Frauen“
Paris 2024: Goldmedaille „1500-Meter-Lauf Frauen“
Paris 2024: Silbermedaille „5000-Meter-Lauf Frauen“
- Hellen Obiri
Rio de Janeiro 2016: Silbermedaille „5000-Meter-Lauf Frauen“
Tokio 2020: Silbermedaille „5000-Meter-Lauf Frauen“
Paris 2024: Bronzemedaille „Marathonlauf Frauen“
- Jemima Jelagat Sumgong
Rio de Janeiro 2016: Goldmedaille „Marathonlauf Frauen“
- Hyvin Kiyeng
Rio de Janeiro 2016: Silbermedaille „3000-Meter-Hindernislauf Frauen“
Tokio 2020: Bronzemedaille „3000-Meter-Hindernislauf Frauen“
- Emmanuel Korir
Tokio 2020: Goldmedaille „800-Meter-Lauf Männer“
- Ferguson Cheruiyot Rotich
Tokio 2020: Silbermedaille „800-Meter-Lauf Männer“
- Timothy Cheruiyot
Tokio 2020: Silbermedaille „1500-Meter-Lauf Männer“
- Benjamin Kigen
Tokio 2020: Bronzemedaille „3000-Meter-Hindernislauf Männer“
- Peres Jepchirchir
Tokio 2020: Goldmedaille „Marathonlauf Frauen“
- Brigid Kosgei
Tokio 2020: Silbermedaille „Marathonlauf Frauen“
- Emmanuel Wanyonyi
Paris 2024: Goldmedaille „800-Meter-Lauf Männer“
- Ronald Kwemoi
Paris 2024: Silbermedaille „5000-Meter-Lauf Männer“
- Benson Kipruto
Paris 2024: Bronzemedaille „Marathonlauf Männer“
- Abraham Kibiwot
Paris 2024: Bronzemedaille „3000-Meter-Hindernislauf Männer“
- Mary Moraa
Paris 2024: Bronzemedaille „800-Meter-Lauf Frauen“
- Beatrice Chebet
Paris 2024: Goldmedaille „5000-Meter-Lauf Frauen“*
Paris 2024: Goldmedaille „10.000-Meter-Lauf Frauen“*
- Faith Cherotich
Paris 2024: Bronzemedaille „3000-Meter-Hindernislauf Frauen“

### Olympische Winterspiele
Bisher gibt es noch keine Olympiamedaillengewinner bei den Olympischen Winterspielen aus Kenia.